# Polemonium longii
Polemonium longii är en blågullsväxtart som beskrevs av Merritt Lyndon Fernald. Polemonium longii ingår i släktet blågullssläktet, och familjen blågullsväxter. Inga underarter finns listade i Catalogue of Life.